# 遮胸布
遮胸布，又称胸挡，是用于遮挡胸部的小配件，防止因领口低而走光。
水手服或水手领服装的遮胸布（日语：／ muneate）呈倒三角形，用暗扣固定，类似假两件做法。根据其设计不同，有的可拆卸或替换，有的与衣服一体。最初的水手服没有遮胸布，深V领口是为了溺水时在海中能够迅速脱下。
用于胸罩的遮胸布（日语：ブラライナー）呈T字形，可固定在内衣肩带上。

## 图集

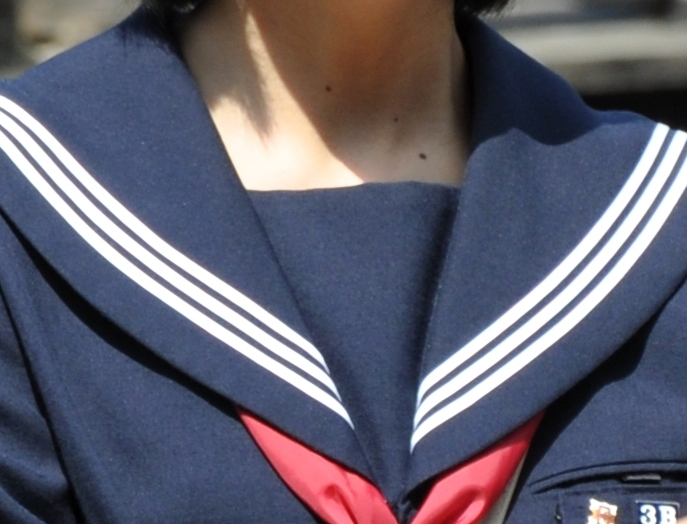
深色的遮胸布
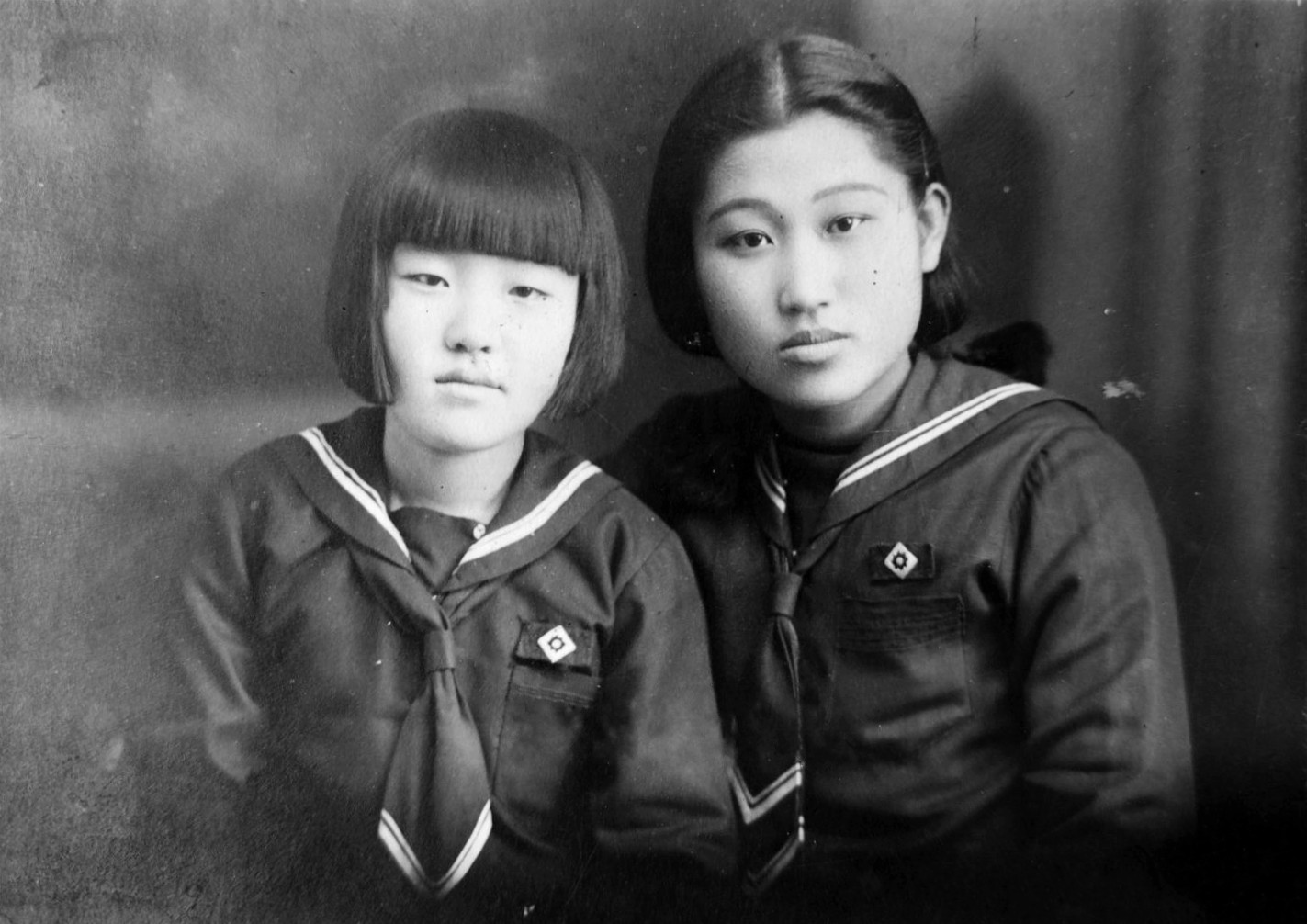
中华民国大陆时期的合照，左边女学生露出了胸挡上的暗扣（英语：Snap fastener）。